# Kaz Bałagane
Kaz Bałagane, pseudonimo di Jacek Świtalski (Varsavia, 26 aprile 1988), è un rapper e produttore discografico polacco.

## Biografia
Inizia la sua carriera come produttore per artisti come O.S.T.R.. Comincia a farsi conoscere come rapper nel 2015, grazie all'EP Lot022. Nel 2016 pubblica i suoi primi due album in studio: Źródło e Radio Gruz. Il 24 agosto 2017 è la volta del terzo album Narkopop contenente collaborazioni con Czarny HIFI, Paluch e Malik Montana, accolto positivamente dalla critica.
Anche nel 2018 pubblica due album, in questo caso Chleb i miód e Książę nieporządek. Il 5 dicembre 2019 pubblica l'album Polska gotówkowa, realizzato insieme ad APmg, mentre nel 2020 viene reso disponibile Digital Scale Music, caratterizzato dalla presenza di artisti come Kabe, Chris Carson, Białas, Taco Hemingway e Pezet.
Il 14 aprile 2023 esce B&B Warsaw, che si posiziona al secondo posto della classifica polacca, mentre A nie mówiłem?, pubblicato nell'ottobre 2024, raggiunge la prima posizione.

## Discografia

### Album in studio
- 2016 – Źródło
- 2016 – Radio Gruz
- 2017 – Narkopop
- 2018 – Chleb i miód
- 2018 – Książę nieporządek
- 2019 – Polska gotówkowa (con APmg)
- 2020 – Digital Scale Music
- 2023 – B&B Warsaw
- 2024 – A nie mówiłem?

### Mixtape
- 2011 – Czorty i inne sporty
- 2012 – Hugo Bucc
- 2014 – Sos, ciuchy i borciuchy (con Belmondo)
- 2016 – Hugo Bucc 2
- 2021 – Cock.0z Mixtape

### EP
- 2015 – Lot022
- 2017 – Single 2017
- 2021 – Narkopop Wave
- 2023 – Narkopop Wave 2